# Snookersäsongen 2009/2010
Snookersäsongen 2009/2010 behandlar säsongen för de professionella spelarna i snooker.

## Nyheter

### Rankingturneringar
Rankingturneringarnas antal minskade till sex från föregående säsongs åtta. Bort föll Northern Ireland Trophy och Bahrain Championship, båda tureringar som hållits på hösten. I och med färre turneringar ändrades poängen, de kinesiska turneringarna Shanghai Masters och China Open gav båda 7000 poäng till vinnaren fämfört med tidigare 5000. Även poängen i Grand Prix ökade till 7000 från 6250.

### Pro Challenge Series
En nyhet inför säsongen var den så kallade Pro Challenge-serien. I serien ingick fyra turneringar (ursprungligen var sju planerade) varav tre spelades med sex röda istället för 15. Turneringarna var öppna för alla spelare på Main Touren. De gav inga rankingpoäng, och betydligt mindre prispengar. Också matcherna var kortare än i ordinarie turneringar. Tanken var att spelarna (speciellt nya) skall få matchträning, då rankingturneringarnas antal minskat. Pro Challenge series lades ned redan efter denna första säsong.

## Tävlingskalendern
| Inbjudningsturneringar |
| Rankingturneringar     |

| År   | Datum                    | Turnering                         | Plats                  | Vinnare           | Finalist          | Resultat |
| ---- | ------------------------ | --------------------------------- | ---------------------- | ----------------- | ----------------- | -------- |
| 2009 | 16-17 maj                | World Series of Snooker I         | Killarney, Irland      | Shaun Murphy      | Jimmy White       | 5-1      |
| 2009 | 4-7 juni                 | Jiangsu Classic                   | Wuxi, Jiangsu, Kina    | Mark Allen        | Ding Junhui       | 6-0      |
| 2009 | 28-30 juli               | Pro Challenge 1                   | Leeds, England         | Stephen Maguire   | Alan McManus      | 5-2      |
| 2009 | 31 augusti - 1 september | Pro Challenge 2 - Super Sixes     | Prestatyn, Wales       | Ken Doherty       | Martin Gould      | 6-2      |
| 2009 | 7-13 september           | Shanghai Masters                  | Shanghai, Kina         | Ronnie O'Sullivan | Liang Wenbo       | 10-5     |
| 2009 | 3-11 oktober             | Grand Prix                        | Glasgow, Skottland     | Neil Robertson    | Ding Junhui       | 9-4      |
| 2009 | 17-18 oktober            | World Series of Snooker II        | Prag, Tjeckien         | Jimmy White       | Graeme Dott       | 5-3      |
| 2009 | 9-11 november            | Pro Challenge 3                   | Leicester, England     | Robert Milkins    | Joe Jogia         | 5-3      |
| 2009 | 28-29 november           | Premier League Slutspel           | Hopton-on-Sea, England | Shaun Murphy      | Ronnie O'Sullivan | 7-3      |
| 2009 | 5-13 december            | UK Championship                   | Telford, England       | Ding Junhui       | John Higgins      | 10-8     |
| 2010 | 10-17 januari            | Masters                           | London, England        | Mark Selby        | Ronnie O'Sullivan | 10-9     |
| 2010 | 25-31 januari            | Welsh Open                        | Newport, Wales         | John Higgins      | Allister Carter   | 9-4      |
| 2010 | 16-18 februari           | Pro Challenge 5                   | Liverpool, England     | Barry Hawkins     | Michael Holt      | 5-1      |
| 2010 | 24-25 mars               | Championship League Winners group | Stock, Essex, England  | Marco Fu          | Mark Allen        | 3-2      |
| 2010 | 29 mars-4 april          | China Open                        | Peking, Kina           | Mark Williams     | Ding Junhui       | 10-6     |
| 2010 | 17 april-3 maj           | VM i snooker                      | Sheffield, England     | Neil Robertson    | Graeme Dott       | 18-13    |

## Världsranking
Se separata artiklar:
- Snookerns världsranking 2009/2010
- Snookerns världsrankingpoäng 2009/2010